# 最強魔法少女あきら
『最強魔法少女あきら』（さいきょうまほうしょうじょあきら）とは、ワダアルコによる漫画作品である。
集英社のウェブコミック配信サイト『ウルトラジャンプエッグ』（同社『ウルトラジャンプ』web増刊）にて、2008年3月19日更新分から同年12月19日更新分まで配信された。全10話。単行本は全1巻。

## 概要
ストーリーは、望まずして魔法少女となった主人公を中心に描かれていく。
単行本は、ヤングジャンプ・コミックスのサブレーベル「ヤングジャンプ・コミックス・ウルトラ・エッグ」の第2弾として刊行された。併録されている短編『ねこのこ』は、アンソロジーコミック『ULTRAJUMP MEGAMIX』Vol.2に掲載された読み切り作品である。

## あらすじ
普通の男子高校生である夏岡アキラは、ある日落ちていた指輪を拾って自分の指にはめる。ところが、その指輪は謎の宇宙人のヨンヨンによって仕掛けられた、魔法少女に変身するためのアイテムだった。しかも、ある条件をクリアするまでは外せないという。そこへ、もう1人の魔法少女が現れる。

## 書誌情報
- ワダアルコ 『最強魔法少女あきら』 集英社（ヤングジャンプ・コミックス・ウルトラ）2009年2月24日発行、ISBN 9784088776095